# Shakushain
Shakushain (jap. シャクシャイン) – przywódca ajnuskiego powstania przeciwko japońskiej obecności na Hokkaido (1669-1672).
Był wodzem Ajnów zamieszkujących dolinę rzeki Shibuchari. W 1668 roku, w związku z konfliktem z pobratymcami zamieszkującymi okolice rzeki Saru, zabił ich przywódcę. Rok później wystąpił zbrojnie przeciwko nieuczciwym praktykom w handlu ajnusko-japońskim, w istocie jednak jego działania miały charakter wojny narodowowyzwoleńczej. Został zamordowany w czasie jednej z rund rokowań pokojowych, natomiast wywołany przez niego zryw został ostatecznie spacyfikowany przez ekspedycję karną.
Stał się symbolem ajnuskiego oporu wobec japońskiej ekspansji. Poświęcono mu pomnik w Shizunai.